# 뉴스현장 (연합뉴스TV)
《뉴스현장》은 평일 낮 1시 50분에 방송되는 연합뉴스TV의 낮 뉴스 프로그램이다. 주말, 공휴일에는 《뉴스 14》, 《뉴스 15》로 방송된다.

## 진행자
- 1기 : 박영식, 이윤지
- 2기 : 박영식, 엄지민
- 3기 : 박영식, 한보선
- 4기 : 박진형, 이승희
- 5기 : 박진형, 박선영[1]
- 6기 : 이남규, 박선영
- 7기 : 왕준호, 박선영
- 8기 : 김빅토리아노, 박선영
- 9기 : 이상철, 박선영
- 10기 : 김승재, 박선영
- 11기 : 김승재, 조서연
- 12기 : 김승재, 이보현
- 13기 : 노경철, 이보현

## 경쟁 뉴스 프로그램
- KBS 뉴스 2 (KBS 1TV)
- 2시 뉴스외전 (MBC TV)
- 주영진의 뉴스브리핑 (SBS TV)
- YTN 뉴스퀘어 2PM (YTN)